# Ludwig von Türcke (Politiker)
Ludwig Freiherr von Türcke (* 29. August 1857 in Meiningen; † 16. Oktober 1933 ebenda) war ein deutscher Staatsminister und Landrat.

## Leben
Türcke wurde in Meiningen, der Landeshauptstadt des Herzogtums Sachsen-Meiningen geboren. Nach dem Besuch des dortigen Gymnasiums Bernhardinum und dem Ablegen des Abiturs studierte er an den Universitäten in Leipzig und Jena Rechtswissenschaft. Anschließend trat er 1888 in den Meininger Verwaltungsdienst ein. Ab 1896 war Türcke Landrat des Landkreises Hildburghausen und ab 1901 Landrat im Landkreis Meiningen, bis man ihn 1908 als Sachsen-meiningischen Regierungsrat in das Staatsministerium nach Meiningen berief. 1912 wurde er zum Geheimen Staatsrat ernannt und stand der Abteilung Inneres vor.
Nach der Novemberrevolution wählte der Meininger Landtag am 12. November 1918 den parteilosen Türcke als Ersten Staatsminister und Vorsitzenden des Gesamtstaatsrats in die neue Regierung des Freistaats Sachsen-Meiningen. Hier übernahm er die Ressorts Inneres und Äußeres. Nach dem Beitritt des Freistaates zum neugebildeten Land Thüringen war er von 1921 bis 1923 Leiter der Gebietsregierung Sachsen-Meiningen. 1923 ging Türcke in den Ruhestand.